# Sinocyclocheilus tingi
Sinocyclocheilus tingi är en fiskart som beskrevs av Fang, 1936. Sinocyclocheilus tingi ingår i släktet Sinocyclocheilus och familjen karpfiskar. IUCN kategoriserar arten globalt som starkt hotad. Inga underarter finns listade i Catalogue of Life.